# Jean Lecerf
Pour les articles homonymes, voir Lecerf.
Jean Lecerf, né le 1er juin 1918 à Maromme et mort 20 janvier 2012 à Rochemaure, est un journaliste et chercheur économique, formé à l’École supérieure de journalisme de Lille. 

## Biographie
Mobilisé puis requis pour le Service du travail obligatoire, il complète sa formation par des études d’économie après 56h de travail par semaine en usine. Il s’est alors intéressé à la planification, ce qui l'a plus tard rapproché de Jean Monnet.
De retour en France, il devient journaliste au Figaro. 
Une thèse d’histoire économique lui fit rencontrer Raymond Aron. En 1950, il perçoit l’importance du « plan Schuman », le plan de Communauté européenne du charbon et de l'acier conçu par Jean Monnet, et a suivi, pour le Figaro, les 30 premières années de la création de la Communauté économique européenne. Par ses prises de position, il a contribué à donner aux hommes politiques les moyens de mettre en œuvre l'Europe.[réf. nécessaire]
S'intéressant particulièrement à la CEE vue de Paris, il fera des navettes entre Paris et Bruxelles ainsi que les autres capitales. Entre 1975 et 1981, il fut correspondant permanent à Bruxelles. 
Après 10 ans de collaboration avec Raymond Aron, celui-ci, à qui l'on avait demandé un livre sur l’économie Française répondit qu'il rédigerait une postface si Jean Lecerf  écrivait le livre.[réf. nécessaire] Jean Lecerf écrivit La percée de l’économie Française en 1963, publiée aux éditions Arthaud. Le parti pris était de raconter l'histoire plutôt que de tenter d'en tirer des théories. Le livre fut très utilisé dans l’enseignement supérieur. « Quand j’étais à Sciences Po, lui disait un proche collaborateur de M. Giscard d’Estaing, je découpais tous vos articles. »[réf. nécessaire]
Puis vinrent l’Histoire de l’Unité Européenne en 1965, la  Communauté en péril en 1975 et la Communauté face à la crise en 1984, qui forment en ensemble sur l’histoire de la Communauté publié dans la collection Idées de Gallimard. Dans sa  préface, Jean Monnet dit que "Jean Lecerf est l’un de ceux qui ont le plus constamment et efficacement contribué à aider la France à entrer en Europe."
L'or et les monnaies, histoire d'une crise, 1969 Gallimard est un texte sur le rôle de la monnaie.
Pendant sa retraite, Jean Lecerf s’est intéressé aux problèmes de la paix dans le monde. Il a lancé en 1998 l’idée de l’Université de Paix pour donner, dans la mesure du possible, une formation et une efficacité aux militants de la Paix, citoyens des pays en crise. Cette structure associative a été installée dans le Centre mondial de la paix à Verdun et organise régulièrement des colloques.
« Quand on pense aux ressources et aux talents investis pour apprendre à faire la guerre, que fait-on pour apprendre à faire la paix ? » demandait Jean Lecerf.[réf. nécessaire]

## Œuvres
- La percée de l’économie Française, 1963, Arthaud
- Histoire de l’unité européenne. 1945-1965, 1965, Gallimard
- Histoire de l’unité européenne. La communauté en péril: 1965-1975, 1975, Gallimard
- Histoire de l’unité européenne. La communauté face à la crise: 1975-1982, 1984, Gallimard
- L'Or et les monnaies: histoire d'une crise, 1969, Gallimard
- Créer l'emploi, 1981, Le hameau
- Chrétien pourquoi? Lettre à nos petits enfants, 1991, Centurion
- Chômage, croissance: comment gagner?, 1998, L'Harmattan
- L'Europe racontée à nos arrière-petits enfants, 2010